# Supercopa de Europa 1975
La Supercopa de Europa 1975 fue la 2.ª edición de la competición, se disputó entre el F. C. Bayern Múnich (vencedor de la Copa de Europa 1974-75) y el F. K. Dinamo Kiev (vencedor de la Recopa de Europa 1974-75) a doble partido los días 9 de septiembre y 6 de octubre de 1975. El primer partido, se jugó en Múnich quedando 0 a 1 para el equipo soviético. El segundo partido, jugado en Kiev, volvieron a ganar, esta vez por 2 a 0 al equipo alemán. El F. K. Dinamo Kiev consigue de esta manera la Supercopa de Europa, primera y única por el momento del equipo, con una victoria entre ambos partidos de 3 goles a 0.
| Bandera de Alemania   | 0 - 3 | Bandera de la Unión Soviética |
| F. C. Bayern Múnich 0 | 0 - 3 | F. K. Dinamo Kiev 1 2         |
| --------------------- | ----- | ----------------------------- |

## Equipos participantes
| F. C. Bayern Múnich |  | Alemania        |  | Campeón de la Copa de Europa (1974-75)   |
| F. K. Dinamo Kiev   |  | Unión Soviética |  | Campeón de la Recopa de Europa (1974-75) |

## Detalles de los encuentros

### Partido de ida
| 1          | POR        | Sepp Maier               |     |
| 2          | DEF        | Udo Horsmann             |     |
| 3          | DEF        | Hans-Georg Schwarzenbeck |     |
| 5          | DEF        | Franz Beckenbauer        |     |
| 6          | DEF        | Sepp Weiß                |     |
| 4          | MED        | Bernd Dürnberger         | 46' |
| 7          | MED        | Jupp Kapellmann          |     |
| 8          | MED        | Rainer Zobel             |     |
| 9          | DEL        | Gerd Müller              |     |
| 10         | DEL        | Karl-Heinz Rummenigge    |     |
| 11         | DEL        | Klaus Wunder             |     |
| Entrenador | Entrenador | Dettmar Cramer           |     |

| 1          | POR        | Yevgueni Rudákov   |  |
| 3          | DEF        | Valerij Zujev      |  |
| 4          | DEF        | Mykhaylo Fomenko   |  |
| 5          | DEF        | Stefan Reško       |  |
| 6          | DEF        | Volodymyr Troshkin |  |
| 2          | MED        | Anatoli Konkov     |  |
| 7          | MED        | Oleksandr Damin    |  |
| 9          | MED        | Viktor Kolotov     |  |
| 10         | MED        | Leonid Burjak      |  |
| 8          | DEL        | Petro Slobodjan    |  |
| 11         | DEL        | Oleh Blojín        |  |
| Entrenador | Entrenador | Valeri Lobanovski  |  |

| 12 | MED | Franz Roth | 46' |

| Anotado | 66' | Oleh Blojín | 0-1 |

| Árbitro | Sergio Gonella |

| 1          | POR        | Sepp Maier               |     |
| 2          | DEF        | Udo Horsmann             |     |
| 3          | DEF        | Hans-Georg Schwarzenbeck |     |
| 5          | DEF        | Franz Beckenbauer        |     |
| 6          | DEF        | Sepp Weiß                |     |
| 4          | MED        | Bernd Dürnberger         | 46' |
| 7          | MED        | Jupp Kapellmann          |     |
| 8          | MED        | Rainer Zobel             |     |
| 9          | DEL        | Gerd Müller              |     |
| 10         | DEL        | Karl-Heinz Rummenigge    |     |
| 11         | DEL        | Klaus Wunder             |     |
| Entrenador | Entrenador | Dettmar Cramer           |     |

| 1          | POR        | Yevgueni Rudákov   |  |
| 3          | DEF        | Valerij Zujev      |  |
| 4          | DEF        | Mykhaylo Fomenko   |  |
| 5          | DEF        | Stefan Reško       |  |
| 6          | DEF        | Volodymyr Troshkin |  |
| 2          | MED        | Anatoli Konkov     |  |
| 7          | MED        | Oleksandr Damin    |  |
| 9          | MED        | Viktor Kolotov     |  |
| 10         | MED        | Leonid Burjak      |  |
| 8          | DEL        | Petro Slobodjan    |  |
| 11         | DEL        | Oleh Blojín        |  |
| Entrenador | Entrenador | Valeri Lobanovski  |  |

| 12 | MED | Franz Roth | 46' |

| Anotado | 66' | Oleh Blojín | 0-1 |

| Árbitro | Sergio Gonella |

### Partido de vuelta
| 1          | POR        | Yevgueni Rudákov    |  |
| 3          | DEF        | Valerij Zujev       |  |
| 4          | DEF        | Mykhaylo Fomenko    |  |
| 5          | DEF        | Stefan Reško        |  |
| 6          | DEF        | Volodymyr Troshkin  |  |
| 2          | MED        | Anatoli Konkov      |  |
| 7          | MED        | Volodymyr Muntyan   |  |
| 9          | MED        | Leonid Burjak       |  |
| 10         | MED        | Volodymyr Veremejev |  |
| 8          | DEL        | Volodymyr Onyšcenko |  |
| 11         | DEL        | Oleh Blojín         |  |
| Entrenador | Entrenador | Valeri Lobanovski   |  |

| 1          | POR        | Sepp Maier               |     |
| 2          | DEF        | Udo Horsmann             |     |
| 3          | DEF        | Hans-Georg Schwarzenbeck |     |
| 5          | DEF        | Franz Beckenbauer        |     |
| 7          | DEF        | Sepp Weiß                |     |
| 4          | MED        | Bernd Dürnberger         | 70' |
| 6          | MED        | Franz Roth               |     |
| 8          | MED        | Ludwig Schuster          | 78' |
| 9          | DEL        | Jupp Kapellmann          |     |
| 10         | DEL        | Karl-Heinz Rummenigge    |     |
| 11         | DEL        | Klaus Wunder             |     |
| Entrenador | Entrenador | Dettmar Cramer           |     |

| 12 | DEF | Johnny Hansen     | 70' |
| 13 | DEL | Conny Torstensson | 78' |

| Anotado | 40' | Oleh Blojín | 1-0 |
| Anotado | 53' | Oleh Blojín | 2-0 |

| Árbitro | Dogan Babacan |

| 1          | POR        | Yevgueni Rudákov    |  |
| 3          | DEF        | Valerij Zujev       |  |
| 4          | DEF        | Mykhaylo Fomenko    |  |
| 5          | DEF        | Stefan Reško        |  |
| 6          | DEF        | Volodymyr Troshkin  |  |
| 2          | MED        | Anatoli Konkov      |  |
| 7          | MED        | Volodymyr Muntyan   |  |
| 9          | MED        | Leonid Burjak       |  |
| 10         | MED        | Volodymyr Veremejev |  |
| 8          | DEL        | Volodymyr Onyšcenko |  |
| 11         | DEL        | Oleh Blojín         |  |
| Entrenador | Entrenador | Valeri Lobanovski   |  |

| 1          | POR        | Sepp Maier               |     |
| 2          | DEF        | Udo Horsmann             |     |
| 3          | DEF        | Hans-Georg Schwarzenbeck |     |
| 5          | DEF        | Franz Beckenbauer        |     |
| 7          | DEF        | Sepp Weiß                |     |
| 4          | MED        | Bernd Dürnberger         | 70' |
| 6          | MED        | Franz Roth               |     |
| 8          | MED        | Ludwig Schuster          | 78' |
| 9          | DEL        | Jupp Kapellmann          |     |
| 10         | DEL        | Karl-Heinz Rummenigge    |     |
| 11         | DEL        | Klaus Wunder             |     |
| Entrenador | Entrenador | Dettmar Cramer           |     |

| 12 | DEF | Johnny Hansen     | 70' |
| 13 | DEL | Conny Torstensson | 78' |

| Anotado | 40' | Oleh Blojín | 1-0 |
| Anotado | 53' | Oleh Blojín | 2-0 |

| Árbitro | Dogan Babacan |

|                               |
| Bandera de la Unión Soviética |
| Campeón F. K. Dinamo Kiev     |
| 1.er Título                   |